# Pseudalbara parvula
Pseudalbara parvula är en fjärilsart som beskrevs av John Henry Leech 1890. Pseudalbara parvula ingår i släktet Pseudalbara och familjen sikelvingar. Inga underarter finns listade i Catalogue of Life.